# Kloster Longvillers
Das Kloster Longvillers ist eine ehemalige Zisterzienserabtei in Frankreich. Es lag in der Gemeinde Longvilliers im Département Pas-de-Calais, Region Hauts-de-France, rund 13 Kilometer nördlich von Montreuil-sur-Mer, im Tal der Dordonne.

## Geschichte
Das im Jahr 1135 von der Matilda, der Enkelin Wilhelms des Eroberers, gestiftete und mit Mönchen aus Kloster Savigny besetzte Kloster gehörte der Kongregation von Savigny an. Es schloss sich mit dieser im Jahr 1147 dem Zisterzienserorden an und unterstellte sich der Filiation der Primarabtei Clairvaux. Mehrfach (1346, 1412 und 1543) hatte es unter Angriffen aus England zu leiden. Im 16. Jahrhundert wurde es unter Abt René de Mailly restauriert. In der französischen Revolution wurde die Abtei 1791 aufgelöst.

## Bauten und Anlage
Vom Kloster haben sich nur geringe Reste erhalten, nämlich die zu einem Wohnhaus umgebaute Mühle und die Klostermauer. In der Nähe steht noch die Ferme de la Longueroye, ein alter Klosterhof. mit einer Scheune aus dem 13. Jahrhundert. Auch in Attin hat sich eine Klosterscheune erhalten. Im Museum in Montreuil ist der Altar der Abteikirche aus dem 16. Jahrhundert erhalten. Die Unterpräfektur in Montreuil ist im ehemaligen städtischen Klosterhof untergebracht. Die Kirchen von Brexent und Maresville bewahren als Taufbecken genutzte Kapitelle aus dem 13. Jahrhundert.